# Linköpings kommunvapen

Linköpings kommunvapen innehåller det lejonhuvud som är förebilden för den moderna logotyp som kommunen använder.

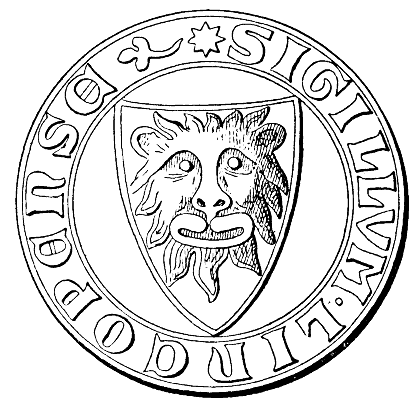
Linköpings sigill från år 1300.

Linköpings kommunvapen har medeltida ursprung men fastställdes formellt först 1946 för dåvarande Linköpings stad. Vapnet föreställer ett lejonhuvud. Eftersom det är sett framifrån, kan det med heraldiska termer även kallas för leopardhuvud.

## Blasonering
Blasonering: I blått fält ett lejonansikte av guld med röd beväring.

## Bakgrund
Linköpings vapens ursprung kan man spåra tillbaka till den 1 augusti 1300 då det äldsta kända sigillet för Linköping användes i ett pergamentbrev. Brevet skrevs av en kyrkoherde vid namn Finvid, som berättar att han vill överlåta en gård som han äger till Linköpings stift. I detta första sigill återfinns det lejon som även pryder dagens stadsvapen. Forskning tyder på att sigillet är en heraldisk förkortning av Bjälbo-ättens vapen. En förklaring till vapnets motiv som anses mindre trolig är att det skulle vara talande och stå för en latiniserad form av stadens namn, Leonkopung, det vill säga "Lejonköping".
Den 1 mars 1946 fastställde Kungl. Maj:t (det vill säga regeringen) att Linköpings stadsvapen skulle utformas enligt nedanstående blasonering. Senare tog även Linköpings kommun samma vapen, för vilken det registrerades i Patent- och registreringsverket år 1974.
År 1987 firade Linköping 700-årsjubileum som stad, och till detta skapades en ny logotyp, visande ett lejonansikte, dock utan sköld, för att symbolisera staden. Dagens logotyp, som skapades för kommunen 2001, är en modernare variant av detta. Vapnet är emellertid fortfarande gällande, och används på exempelvis busskurer.

## Vapen för äldre kommuner inom den nuvarande kommunen
Vreta klosters landskommun, som blev en del av Linköpings kommun från och med 1971, antog 1956 ett vapen som aldrig fastställdes av Kungl. Maj:t. Vapnet innehöll en spetsruta, men blasonerades "fält av guld en genomgående svart ruta, belagd med en av silver och rött kontrakomponerad balk". Vapnet skulle syfta på Cistercienserordens nunnekloser i Vreta, som givit orten dess namn.
Åkerbo landskommun, som blev en del av Linköpings kommun från och med 1971, använde från 1958 ett vapen som aldrig fastställdes av Kungl. Maj:t. Det visade "rött fält en vänstervänd högplog med rist, allt av guld". Plogen var hämtad från Åkerbo härads sigill som tidigast är känt från 1569 medan tinkturerna var desamma som i Östergötlands landskapsvapen.

Vreta klosters landskommun (1956-1970)
Åkerbo landskommun (1958-1970)